# 羅克伍德縣區 (伊利諾伊州蘭道夫縣)
羅克巴德縣區（英語：Precincts (United States)）是位於美國伊利諾伊州蘭道夫縣的一個縣區。

## 地方資料
根據2010年美國人口普查的數據，羅克巴德縣區的面積為73.63平方千米，當中陸地面積為67.84平方千米，而水域面積為4.79平方千米。當地共有人口270人，而人口密度為每平方千米3.67人。